# 철강 산업의 역사 (1970년-현재)
세계 철강 산업은 1970년대 이후 큰 변화를 겪고 있다. 중국은 주요 생산국이자 소비국으로 부상했으며, 인도도 그보다 덜하지만 중요해졌다. 유럽에서는 통합이 빠르게 진행되었다. 2019년 국제 에너지 기구(IEA) 보고서에 따르면, 철강 산업은 전 세계 CO2 배출량에 직접적으로 2.6기가톤을 기여했으며, 전 세계 에너지 수요의 7%를 차지했다. 싱가포르는 철의 주요 국제 거래 허브이며, 전 세계 철광석 파생상품 거래의 약 90%가 싱가포르 증권 거래소에서 이루어진다.

## 산업의 성장
20세기 세계 철강 생산량은 세기 초 2,800만 톤에 불과했지만, 세기 말에는 7억 8,100만 톤으로 엄청나게 성장했다. 미국의 1인당 철강 소비량은 1977년에 정점을 찍은 후 절반으로 감소했다가 정점 수준에 훨씬 못 미치는 수준으로 소폭 회복되었다.

### 20세기 세계 철강 생산량

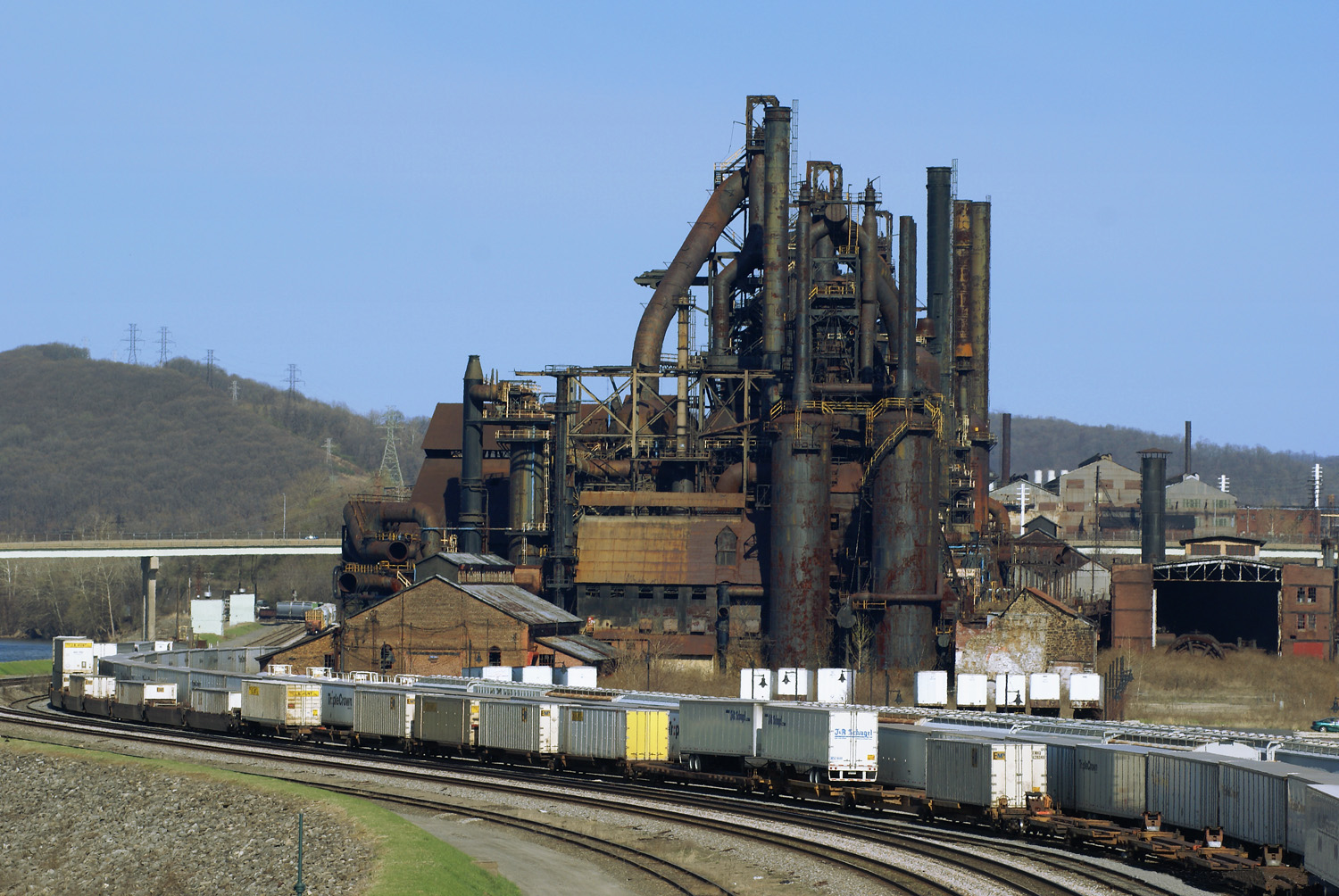
베슬리헴 (펜실베이니아주)의 베슬리헴 스틸 (2003년 폐쇄)은 세계 최대의 철강 제조업체 중 하나였다.

조강 생산량은 놀라운 속도로 증가하여 2017년에는 16억 9,100만 톤에 도달했다.
20세기 동안 철강 소비량은 연평균 3.3% 증가했다. 1900년에는 미국이 전 세계 철강의 37%를 생산했지만, 아시아의 전후 산업 발전과 중국의 집중 투자를 통해 2017년에는 중국이 단독으로 50%를 차지했으며, 유럽(구 소련 포함)은 24%, 북미는 6%로 감소했다.
국가별 철강 생산량에 대한 자세한 내용은 국가별 철강 생산량을 참조한다.

## 산업의 성장 잠재력
다른 신흥 철강 생산국 중 2017년 대한민국은 7,100만 톤을 생산하여 독일의 거의 두 배에 달했으며, 브라질은 3,400만 톤을 생산했다. 이 세 나라는 2011년 이후 큰 변화가 없었다.
인도의 2017년 철강 생산량은 1억 톤을 약간 넘었으며, 2011년 7,000만 톤에서 상당히 증가했다. 이는 1947년 독립 당시 100만 톤에 불과했던 것과 비교된다. 1991년 경제가 개방되었을 때 철강 생산량은 약 1,400만 톤으로 증가했다. 그 후 10년 동안 두 배로 늘어났으며, 아마도 약간 더 긴 기간 동안 다시 두 배로 늘어날 것이다.
세계 철강 산업은 2007년부터 2009년까지 13억 톤 수준에서 정체되었다가 다시 상승했다. 이는 2008년에 시작된 전 세계적인 경기 침체로 인해 건설 부문이 크게 위축되고 수요가 급격히 감소하며 가격이 40% 하락했기 때문이다.
이러한 정체기의 영향을 보여주는 예로, 2007년 티센크루프는 세계에서 가장 현대적인 두 공장을 앨라배마와 브라질에 건설하는 데 120억 달러를 투자했다. 그들은 신규 공장에서 생산 비용보다 낮은 가격으로 철강을 판매하여 110억 달러의 손실을 입었다. 결국 2013년 이 공장들은 40억 달러 미만에 매각되었다.
오늘날 철강 산업은 기존 제강 공정에서 발생하는 막대한 양의 CO2를 처리하기 위한 주요 기술적 진화의 기로에 서 있다. 고로와 전로를 사용하는 방식은 생산되는 철강 1톤당 약 1.8톤의 CO2를 배출한다. 파리 기후 협정, 유럽 그린 딜 등에 명시된 기후 목표를 달성하기 위해 철강 산업은 탄소 포집 및 저장 또는 탄소 포집 및 활용 기술을 구현하거나 전기로 방식과 같은 덜 전통적인 제강 기술로 전환해야 할 것이다. 다른 대안으로는 고로에서 석탄 대신 바이오매스, 플라스틱 폐기물 또는 수소를 환원제로 사용하는 방법이 있다.

## 인력 감소
현대의 제철소는 과거에 비해 톤당 고용 인원이 매우 적다. 대한민국 포스코는 2,800만 톤을 생산하기 위해 29,648명을 고용한다.
1974년부터 1999년까지 철강 산업은 전 세계적으로 고용을 급격히 줄였다. 미국에서는 521,000명에서 153,000명으로 줄었다. 일본에서는 459,000명에서 208,000명으로, 독일은 232,000명에서 78,000명으로, 영국은 197,000명에서 31,000명으로, 브라질은 118,000명에서 59,000명으로, 남아프리카는 100,000명에서 54,000명으로 줄었다. 대한민국은 이미 낮은 수치였다. 1999년에는 58,000명에 불과했다. 철강 산업은 25년 동안 전 세계적으로 1,500,000명 이상의 고용을 줄였다.

## 같이 보기
- 미국 철강 협회
- 영국 철강 공사
- 도미니언 스틸 앤 콜 코퍼레이션, 캐나다
- 유럽 석탄 철강 공동체
- 인도의 철강 산업
- 미국의 철강 산업
- 국가별 철강 생산량
- 철강 산업 (특별 조치) 법안
- 중국의 철강 산업
- 제강

## Appendices
Both appendices are from IISI material, earlier on the web but now replaced by more recent data.
1. ↑  “Direct CO2 emissions in the iron and steel sector by scenario, 2019-2050 – Charts – Data & Statistics”. 《IEA》 (영국 영어). 2021년 11월 23일에 확인함.
2. ↑  “How Singapore became the world's main trading hub in just 10 years”. 《Standard & Poor's (S&P) Global Commodities Insight》. 2018년 6월 27일.
3. ↑  Sainsbury, Michael (2014년 6월 9일). “Singapore emerges as unlikely magnet for iron ore industry”. 《Nikkei Asia》.
4. ↑  Appendix 1
5. ↑  
Smil, Vaclav (2006). 《Transforming the Twentieth Century: Technical Innovations and Their Consequences》. Oxford, New York: Oxford University Press.
6. ↑  De Ras, Kevin; Van de Vijver, Ruben; Galvita, Vladimir V; Marin, Guy B; Van Geem, Kevin M (2019년 12월 1일). 《Carbon capture and utilization in the steel industry: challenges and opportunities for chemical engineering》. 《Current Opinion in Chemical Engineering》. Energy, Environment & Sustainability: Sustainability Modeling ● Reaction engineering and catalysis: Green Reaction Engineering (영어) 26. 81–87쪽. doi:10.1016/j.coche.2019.09.001. hdl:1854/LU-8635595. ISSN 2211-3398. S2CID 210619173.

## 추가 자료
- Bagchi, Jayanta. Development of Steel Industry in India (2005)
- Ball, Jeffrey A. U.S. Manufacturing Dogfights: China's Steel and Foreign Aircraft Competition (2011)
- D'Costa, Anthony P. The Global Restructuring of the Steel Industry: Innovations, Institutions, and Industrial Change London: Routledge, 1999 online version
- Etienne, Gilbert. Asian Crucible: The Steel Industry in China and India (1992)        *Hasegawa, Harukiyu. The Steel Industry in Japan: A Comparison with Britain 1996 online version
- Hoerr, John P. And the Wolf Finally Came: The Decline of the American Steel Industry (1988) excerpt and text search
- Hogan, Thomas. The Steel Industry of China: Its Present Status and Future Potential (1999)
- Hogan, William T. Minimills and Integrated Mills: A Comparison of Steelmaking in the United States (1987)
- Meny, Yves. Politics of Steel: Western Europe and the Steel Industry in the Crisis Years (1974–1984) (1986)
- Scheuerman, William. The Steel Crisis: The Economics and Politics of a Declining Industry (1986) online 보관됨 28 10월 2010 - 웨이백 머신